# Deutsche Leichtathletik-Meisterschaften 1938
Die 40. Deutschen Leichtathletik-Meisterschaften vom 28. bis zum 30. Juli 1938 waren die letzten bis Kriegsende, welche nicht im Berliner Olympiastadion stattfanden. 1938 war Breslau der Austragungsort.

## Sport in Deutschland im Zeichen des Nationalsozialismus
Seit dem Arier-Erlass aus dem Jahr 1933 war es für jüdische Sportlerinnen und Sportler kaum noch möglich, an solchen Meisterschaften teilzunehmen, dies trifft auch auf das Jahr 1938 zu. So drückten die Nationalsozialisten dem Sport ihren Stempel auf.

## Wettbewerbsprogramm
Im Meisterschaftsprogramm gab es nur eine Änderung: Erstmals wurde das 10.000-Meter-Bahngehen durchgeführt.

## Ausgelagerte Disziplinen
Nicht alle Wettbewerbe wurden in Breslau ausgetragen, dies waren:
- Mehrkämpfe (Frauen: Fünfkampf / Männer: Fünf- und Zehnkampf) – Stuttgart, 16. und 17. Juli
- 10.000-Meter-Bahngehen (Einzelwertung) / 50-km-Straßengehen (Einzel- / Mannschaftswertung) – Erfurt, 7. August

## Intersexualität
Zum dritten Mal nach 1936 und 1937 gewann Dora Ratjen den Hochsprung, doch wurden ihr/ihm nachträglich alle Meistertitel wegen ihrer/seiner Intersexualität aberkannt.

## Rekord
Einen neuen deutschen Rekord (DR) gab es im 10.000-Meter-Bahngehen durch Hermann Schmidt (Polizei SV Hamburg) mit 46:15,8 min.

## Ergebnisübersichten
Die folgenden beiden Übersichten fassen die Medaillengewinner und -gewinnerinnen aller Wettbewerbe von 1938 zusammen.

### Medaillengewinner Männer
| Disziplin                                   | Gold                                                                       | Leistung              | Silber                                                                        | Leistung             | Bronze                                                                    | Leistung               |
| ------------------------------------------- | -------------------------------------------------------------------------- | --------------------- | ----------------------------------------------------------------------------- | -------------------- | ------------------------------------------------------------------------- | ---------------------- |
| 100 m                                       | Gerd Hornberger (Eintracht Frankfurt)                                      | 10,5 s00000           | Manfred Kersch (Eintracht Frankfurt)                                          | 10,6 s00             | Wilhelm Leichum (DSC Berlin)                                              | 10,6 s00               |
| 200 m                                       | Jakob Scheuring (Turnerbund Ottenau)                                       | 21,7 s00000           | Martin Fischer (DSC Berlin)                                                   | 22,0 s00             | Gerd Hornberger (Eintracht Frankfurt)                                     | 22,2 s00               |
| 400 m                                       | Erich Linnhoff (Luftwaffen SV Berlin)                                      | 47,6 s00000           | Georg Müller (SV Saar 05 Saarbrücken)                                         | 49,0 s00             | Hans Helm (ASV Köln)                                                      | 49,0 s00               |
| 800 m                                       | Rudolf Harbig (Dresdner SC)                                                | 1:52,8 min000         | Franz Eichberger (Wiener AC)                                                  | 1:54,9 min           | Heinz Schumacher (Düsseldorfer SC 99)                                     | 1:55,8 min             |
| 1500 m                                      | Harry Mehlhose (Luftwaffen SV Berlin)                                      | 3:56,4 min000         | Fritz Schaumburg (Polizei SV Berlin)                                          | 3:56,4 min           | Herbert Jakob (MSV Torgau)                                                | 3:56,8 min             |
| 5000 m                                      | Max Syring (KTV Wittenberg)                                                | 14:50,0 min000        | Otto Eitel (TSV Esslingen)                                                    | 14:50,2 min          | Rolf Fellersmann (SV St. Georg 1895 Hamburg)                              | 15:01,4 min            |
| 10.000 m                                    | Josef Berg (ASV Köln)                                                      | 31:31,0 min000        | Walter Schönrock (KTV Wittenberg)                                             | 31:31,6 min          | Ernst Eberhardt (SC Komet Berlin)                                         | 31:33,0 min            |
| Marathon                                    | Eugen Bertsch (Reichsbahn- und Post-SG Stuttgart)                          | 2:37:25 h00000        | Erich Puch (Sportfreunde Potsdam)                                             | 2:39:03 h000         | Wilhelm Borgsen (Polizei SV Berlin)                                       | 2:41:00 h000           |
| Marathon, Mannschaftswertung                | Sportfreunde PotsdamErich Puch Hoppe Trapp                                 | 23 P (Plätze 2/19/31) | Reichsbahn- und Post-SG StuttgartHermann Helber Bürklein Fritz Helber         | 31 P (Plätze9/21/35) | Post-SV Stephan BreslauMaruschke Franz Barsicke Engel                     | 36 P (Plätze 18/22/33) |
| 110 m Hürden                                | Karl Kumpmann (ASV Köln)                                                   | 15,0 s00000           | Erwin Wegner (SS-Sport-Gemeinschaft Berlin)                                   | 15,0 s00             | Ferdinand Beschetznick (DSC Berlin)                                       | 15,4 s00               |
| 400 m Hürden                                | Georg Glaw (SS-Sport-Gemeinschaft Berlin)                                  | 53,2 s00000           | Friedrich-Wilhelm Hölling (VfR Schlesien 1897 Breslau)                        | 53,6 s00             | Werner Klix (Post-SG Berlin)                                              | 53,9 s00               |
| 3000 m Hindernis                            | Ludwig Kaindl (TS Jahn München)                                            | 9:25,8 min000         | Willi Heyn (TSV 1860 München)                                                 | 9:29,0 min           | Rolf Seidenschnur (Kieler TV)                                             | 9:30,0 min             |
| 4 × 100 m Staffel                           | DSC BerlinWilhelm Leichum Harald Mellerowicz Martin Fischer Schramm        | 41,9 s00000           | Eintracht FrankfurtAdolf Metzner Albert Steinmetz Gerd Hornberger Ludwig Zahn | 42,3 s00             | Post SV MannheimHeinrich Herrwerth Günter Köster Garrecht Karl Neckermann | 42,5 s00               |
| 4 × 400 m Staffel                           | Luftwaffen SV BerlinGerhard Strasen Hähnel Hans Brandscheit Erich Linnhoff | 3:19,0 min000         | SCC BerlinMax Müller Bruno Galuba Wilhelm Single Manfred Bues                 | 3:20,6 min           | VfR Schlesien 1897 BreslauKoschel Förster Edmund Geißler Helling          | 3:21,8 min             |
| 4 × 1500 m Staffel                          | Hamburger ACHans König Hein Kröger Bertram Berberich Werner Körting        | 16:28,2 min000        | TSV 1860 MünchenJosef Eder Kurt Ritter Erich Ill Willi Heyn                   | 16:32,6 min          | SC Victoria HamburgVigas Jotzo Erich Patzwahl Herbert Kemker              | 16:41,4 min            |
| 10.000 m Bahngehen                          | Hermann Schmidt (Polizei SV Hamburg)                                       | 46:15,8 min DR        | Rudolf Modes (TSG Leipzig-Lindenau)                                           | 48:49,5 min          | William Schnitt (SCC Berlin)                                              | 49:35,0 min            |
| 50 km Straßengehen                          | Herbert Dill (Reichsbahn SV Berlin)                                        | 4:45:32 h000000       | Arno Peters (Berliner AK 07)                                                  | 4:56:40 h            | Karl Hähnel (Schwarz-Weiß Erfurt)                                         | 5:00:25 h              |
| 50 km Straßengehen, Mannschaftswertung      | Brigade 35 LeipzigErich Blau Herbert Nagel Martin Köhler                   | 10 P (Plätze 4/5/9)   | Schwarz-Weiß ErfurtKarl Hähnel Ewald Witzleb                                  | 20 P (Plätze 3/16/?) | Sportgemeinschaft HamburgNeurath Lange Joel                               | 21 P (Plätze 6/12/?)   |
| Hochsprung                                  | Gustav Weinkötz (ASV Köln)                                                 | 1,90 m                | Hans Martens (Kieler TV)                                                      | 1,90 m               | Karl-Heinz Langhoff (Heinkel Rostock)                                     | 1,90 m                 |
| Stabhochsprung                              | Josef Haunzwickel (Weiß-Rot-Weiß Wien)                                     | 4,00 m                | Wolfgang Hartmann (Alter TV Breslau)                                          | 3,90 m               | Julius Müller (TV Kuchen)                                                 | 3,90 m                 |
| Weitsprung                                  | Luz Long (Leipziger SC)                                                    | 7,40 m                | Hans Gottschalk (SV Siemens Nürnberg)                                         | 7,10 m               | Erich Biebach (HSV Quedlinburg)                                           | 7,08 m                 |
| Dreisprung                                  | Karl Kotratschek (Weiß-Rot-Weiß Wien)                                      | 14,82 m               | Heinz Wöllner (TSV 1867 Leipzig)                                              | 14,52 m              | Anton Gottlieb (VfL Landau)                                               | 14,36 m                |
| Kugelstoßen                                 | Hans Woellke (Polizei SV Berlin)                                           | 15,63 m               | Gerhard Stöck (SCC Berlin)                                                    | 15,31 m              | Ernst Lampert (TSV 1860 München)                                          | 15,18 m                |
| Diskuswurf                                  | Ernst Lampert (TSV 1860 München)                                           | 48,78 m               | Johann Wotapek (Polizei SV Wien)                                              | 46,61 m              | Willy Schröder (Polizei SV Berlin)                                        | 46,40 m                |
| Hammerwurf                                  | Karl Hein (SV St. Georg Hamburg)                                           | 56,49 m               | Karl Storch (Turnerschaft Fulda)                                              | 55,52 m              | Erwin Blask (Berliner SC)                                                 | 55,25 m                |
| Speerwurf                                   | Gerhard Stöck (SCC Berlin)                                                 | 69,50 m               | Friedrich Gerdes (Polizei SV Berlin)                                          | 64,57 m              | Ferdinand Büsse (DSC Berlin)                                              | 62,43 m                |
| Fünfkampf, 1934er W. 2. Zeile: 1985er Wert. | Hans-Heinrich Sievert (Eimsbütteler TV)                                    | 4061 P (3781 P)       | Günther Gehmert (ASV Köln)                                                    | 3814 P (3596 P)      | Alfred Herbel (TFC Ludwigshafen)                                          | 3790 P (3615 P)        |
| Zehnkampf, 1934er W. 2. Zeile: 1985er Wert. | Hans-Heinrich Sievert (Eimsbütteler TV)                                    | 7467 P (6982 P)       | Sebastian Streidl (TSV 1860 München)                                          | 6367 P (6139 P)      | Alfred Herbel (TFC Ludwigshafen)                                          | 6234 P (6090 P)        |

### Medaillengewinnerinnen Frauen
| Disziplin                                      | Gold                                                            | Leistung       | Silber                                                     | Leistung       | Bronze                                                            | Leistung       |
| ---------------------------------------------- | --------------------------------------------------------------- | -------------- | ---------------------------------------------------------- | -------------- | ----------------------------------------------------------------- | -------------- |
| 100 m                                          | Käthe Krauß (Dresdner SC)                                       | 12,2 s         | Emmy Albus (SCC Berlin)                                    | 12,4 s         | Josefine Kohl (Post SV Frankfurt)                                 | 12,5 s         |
| 200 m                                          | Käthe Krauß (Dresdner SC)                                       | 24,7 s         | Dora Voigt (SCC Berlin)                                    | 25,4 s         | Ida Ehrl (TSV 1860 München)                                       | 25,7 s         |
| 80 m Hürden                                    | Lisa Gelius (TS Jahn München)                                   | 11,6 s         | Anni Spitzweg (MTV 1879 München)                           | 11,9 s         | Lieselotte Peter (Post SV Oppeln)                                 | 11,9 s         |
| 4 × 100 m Staffel                              | SCC BerlinAnneliese Müller Dora Voigt Emmy Albus Ilse Dörffeldt | 49,2 s         | Eintracht FrankfurtKroll Resi Kurz Gretel Eckard Bernhardt | 49,3 s         | Dresdner SCElfriede Toobe Käthe Krauß Luise Krüger Ursula Kanditt | 49,8 s         |
| Hochsprung                                     | Gunda Friedrich (TG Würzburg)                                   | 1,57 m         | Feodora Gräfin zu Solms (MSV Wünsdorf)                     | 1,53 m         | Elisabeth Gronen (Düsseldorfer SC 99)                             | 1,53 m         |
| Weitsprung                                     | Irmgard Praetz (TV Friedrich-Ludwig-Jahn Salzwedel)             | 5,68 m         | Erika Junghanns (Friesen Naumburg)                         | 5,55 m         | Gisela Mauermayer (TV Nymphenburg München)                        | 5,53 m         |
| Kugelstoßen                                    | Gisela Mauermayer (TV Nymphenburg München)                      | 13,62 m        | Hermine Schröder geb. Wüst (TV 1883 Mundenheim)            | 12,95 m        | Elfriede Kirchhof (VfB Detmold)                                   | 12,08 m        |
| Diskuswurf                                     | Gisela Mauermayer (TV Nymphenburg München)                      | 48,18 m        | Hilde Sommer (VfB Breslau)                                 | 41,15 m        | Paula Mollenhauer (Eimsbütteler TV)                               | 41,14 m        |
| Speerwurf                                      | Lisa Gelius (TS Jahn München)                                   | 44,00 m        | Lydia Eberhardt (TV Eislingen)                             | 43,60 m        | Erika Matthes (SC Brandenburg)                                    | 42,53 m        |
| Fünfkampf, offiz. Wert. 2. Zeile: 1980er Wert. | Gisela Mauermayer (TV Nymphenburg München)                      | 418 P (3597 P) | Lisa Gelius (TS Jahn München)                              | 399 P (3464 P) | Grete Busch (Elberfelder TG)                                      | 336 P (3197 P) |